# Rivière de Baille-Argent
La rivière de Baille-Argent est un cours d'eau de Basse-Terre en Guadeloupe se jetant dans la mer des Caraïbes.

## Géographie
Longue de 6,7 km, la rivière de Baille-Argent prend sa source à environ 600 mètres d'altitude dans le cirque montagneux composé par les flancs occidentaux de la Barre de l'île et les flancs sud du piton Grand Fond, situé sur le territoire de la commune de Pointe-Noire, où elle s'écoule tout au long de son cours. Elle est alimentée successivement par les eaux de la rivière Blanche, la rivière Rouge, la ravine Belle-Alliance, la ravine Marin et enfin la ravine Cornot pour se jeter la mer des Caraïbes dans l'Anse de Baille-Argent au nord du lieu-dit éponyme.

## Galerie

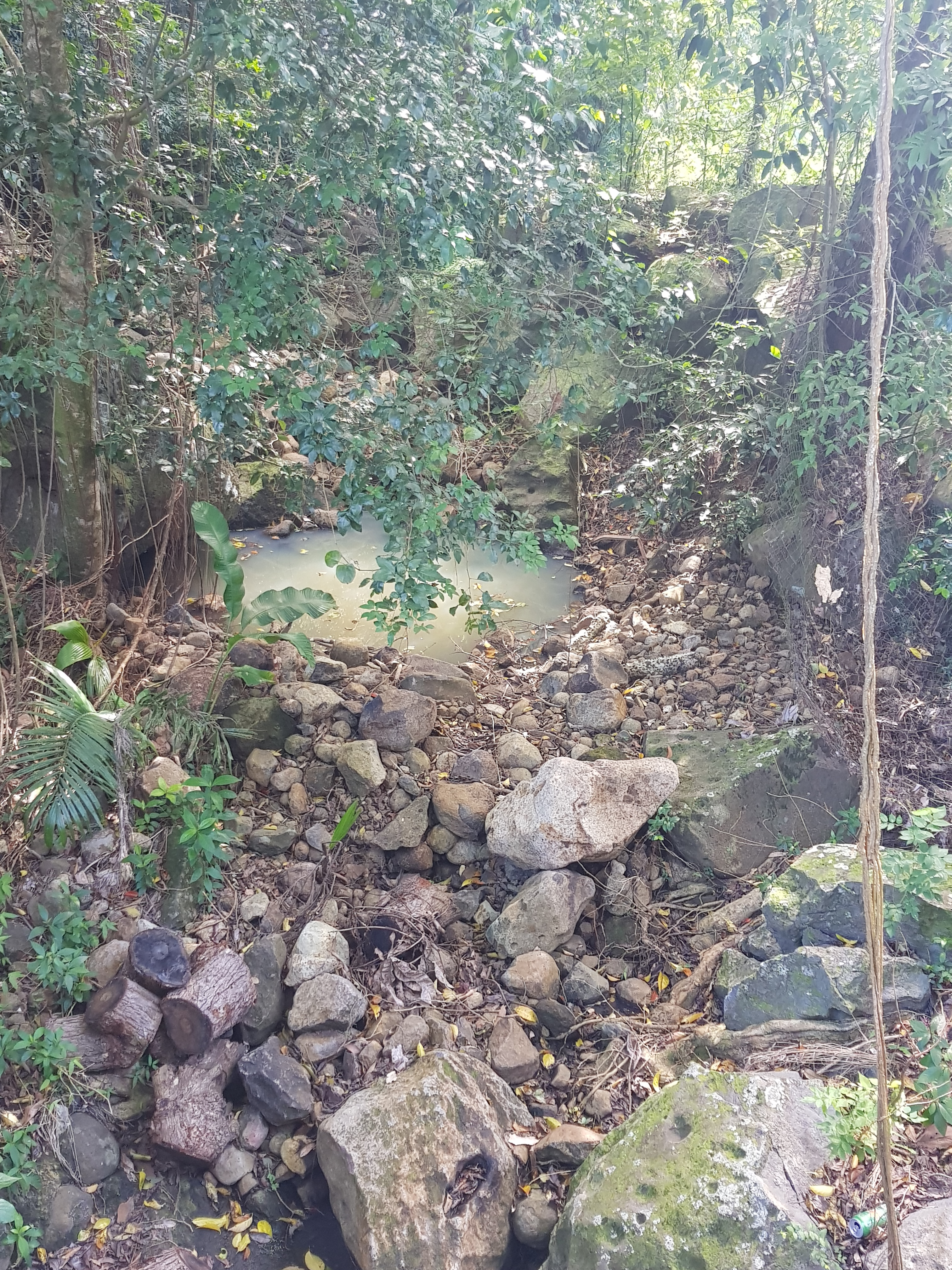
Ravine Cornot.
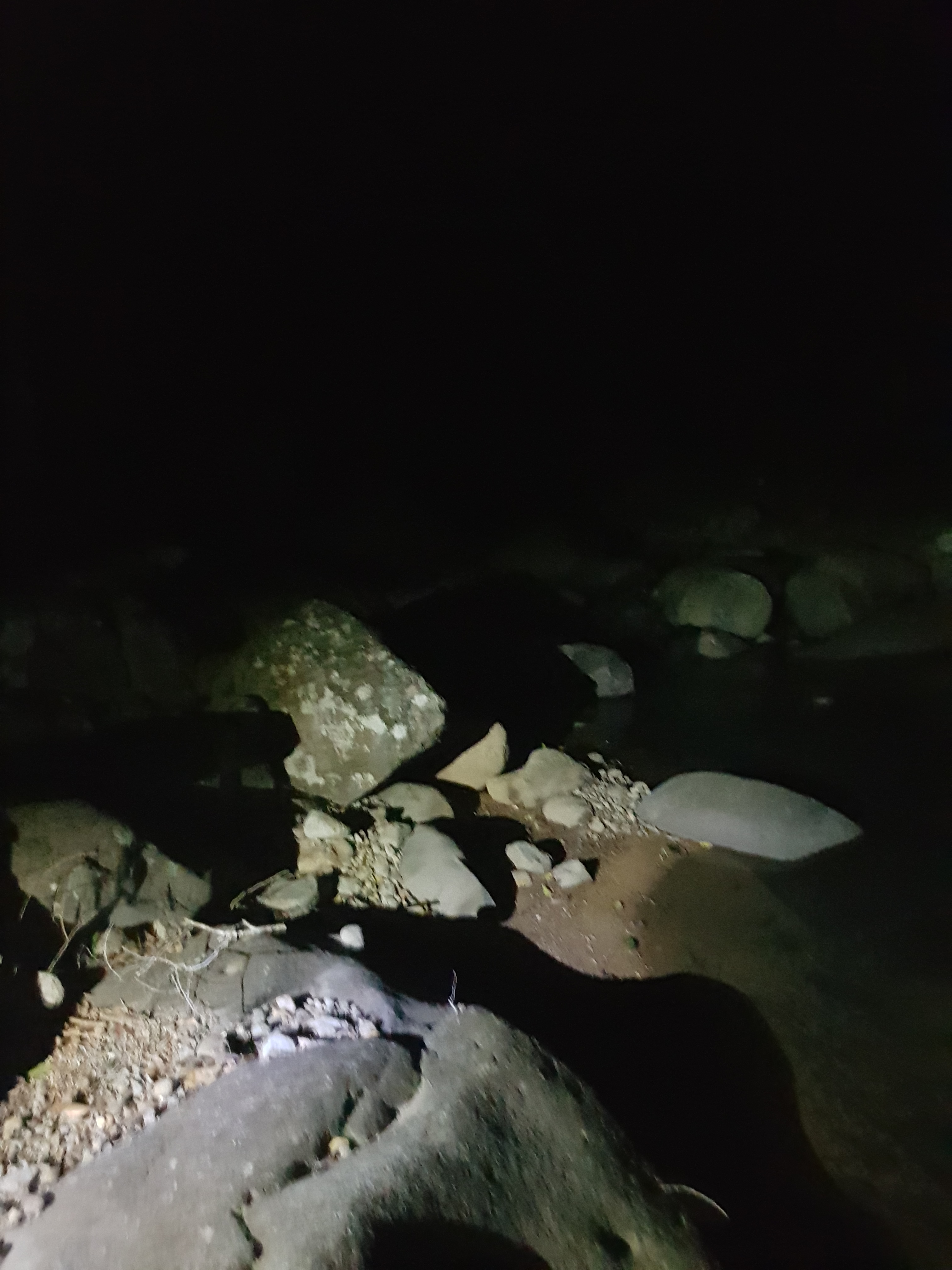
La rivière de Baille-Argent vue de nuit.
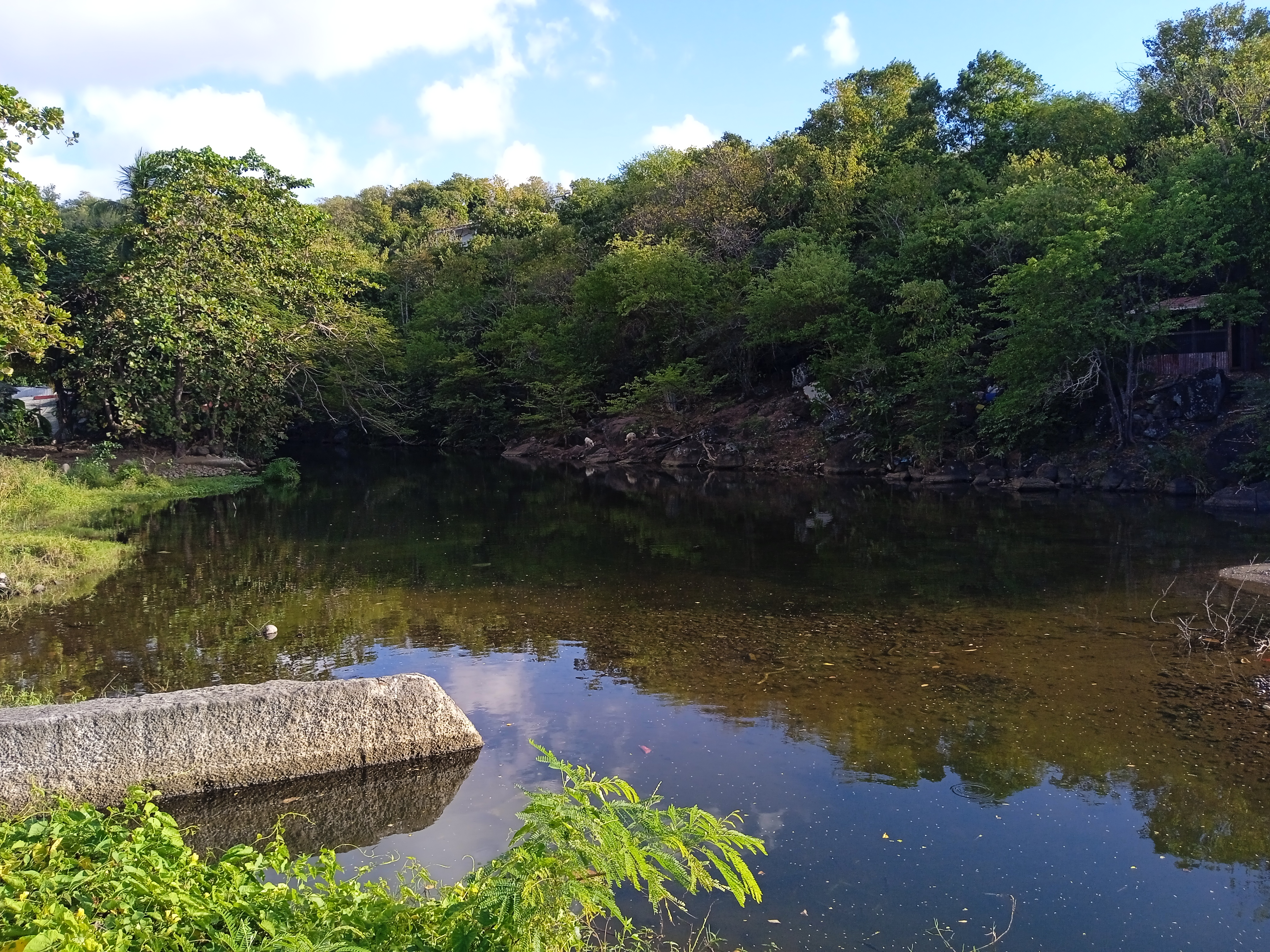
Embouchure de la rivière de Baille-Argent à Baille-Argent.